# John Day (storico)
John Moulton Day (Evanston, 3 aprile 1924 – Parigi, 17 febbraio 2003) è stato uno storico statunitense.

## Biografia
Nato a Evanston (Illinois), nel 1924, John Day ha insegnato nell'Università di Parigi-Diderot, in Israele, negli Stati Uniti e nell'Università di Cagliari. Storico, si è occupato in molti suoi studi di temi riguardanti la storia economica, e ha utilizzato, tra le altre, metodologie statistiche. Alcuni dei temi da lui più studiati sono stati il colonialismo monetario nel mediterraneo, il ruolo del colonialismo nella povertà dei popoli colonizzati e la storia della Sardegna sotto i colonizzatori stranieri. I suoi studi, in contrasto con l'idea precedente di una "civilizzazione" venuta da fuori, l'hanno portato a considerare la Sardegna come una delle colonie più antiche del mondo, e a considerare quello che veniva definito "immobilismo" come una conseguenza di tale colonizzazione.
( John Day, La Sardegna come laboratorio di storia coloniale, in Quaderni Bolotanesi, vol. 16, 1990,  p. 145.)
Sotto questo aspetto la Sardegna, una delle più vecchie dipendenze coloniali del mondo, non è stato certamente un caso isolato»
( John Day, La Sardegna come laboratorio di storia coloniale, in Quaderni Bolotanesi, vol. 16, 1990,  p. 36.)
Inoltre, è stato l'autore di uno dei primi censimenti dei paesi e dei villaggi abbandonati della Sardegna. Le sue ricerche hanno permesso di portare nella storiografia sarda le metodologie europee del periodo, e in particolar modo quelle francesi.

## Opere
Questa è una lista parziale delle pubblicazioni di John Day:
- John Day, Villaggi abbandonati in Sardegna dal trecento al settecento: inventario, Editions du Centre national de la recherche scientifique, 1973, OCLC 997388262.
- (FR) Malthus démenti ? Sous-peuplement chronique et calamités démographiques en Sardaigne au bas Moyen Âge, PERSEE, 1975, OCLC 754262444.
- John Day, Villaggi abbandonati e tradizione orale: il caso sardo, in Archeologia Medievale, vol. 3, 1976,  pp. 203-239.
- John Day, Alle origini della povertà rurale, in Giulio Angioni e Francesco Manconi (a cura di), Le opere e i giorni. Pastori e contadini nella Sardegna tradizionale, Milanu, Silvana, 1982, ISBN 978-8836600120.
- John Day, Europa dal '400 al '600: fonti e problemi, Atti del convegno internazionale, Milanu, 1983,  pp. 241–249.
- John Day, La Sardegna e i suoi dominatori dal secolo XI al secolo XIV, in La Sardegna medievale e moderna, UTET, 1984,  pp. 3-187.
- (FR) John Day, La restructuration démographique de la Sardaigne aux XIVe-XVe siècles, in Rinaldo Comba, Gabriella Piccinni e Giuliano Pinto (a cura di), Strutture familiari, epidemie, migrazioni nell'Italia medievale, Nàpoli, Scientifiche Italiane, 1984, OCLC 636733545.
- John Day, Bruno Anatra e Lucetta Scaraffia, La Sardegna medioevale e moderna, UTET, 1984, ISBN 978-88-02-03906-0, OCLC 230824134.
- John Day, L'economia della Sardegna Catalana, 1984, OCLC 1007526751.
- John Day, Castelli, città fortificate e organizzazione del territorio in Sardegna dal secolo dodicesimo al quattordicesimo, in Rinaldo Comba e Aldo A. Settia (a cura di), Castelli, storia e archeologia: relazioni e comunicazioni al Convegno tenuto a Cuneo il 6-8 dicembre, 1981, Turingraf., 1984,  pp. 115-121.
- John Day, La condizione femminile nella Sardegna Medievale, in Famiglia e la vita quotidiana in Europa dal '400 al '600 : fonti e problemi : atti del convegno internazionale, Milano, 1-4 dicembre 1983, 1986.
- John Day, Quanti erano i Sardi nei secoli XIV-XV?,«, in Archivio Storico Sardo, vol. 35, 1986,  pp. 51-60.
- John Day e Itria Calia, Uomini e terre nella Sardegna coloniale: XII-XVIII secolo, CELID, 1987, ISBN 978-88-7661-142-1, OCLC 25666789.
- John Day, La Sardegna sotto la dominazione pisano-genovese: dal secolo XI al secolo XIV, Utet Libreria, 1987, ISBN 978-88-7750-175-2, OCLC 906600509.
- John Day, La Sardegna come laboratorio di storia coloniale, in Quaderni Bolotanesi, vol. 16, 1990,  pp. 143-148.
- (FR) John Day, Atlas de la Sardaigne rurale aux 17e et 18e siècles, Editions de l'Ecole des hautes études en sciences sociales, 1993, ISBN 978-2-7132-1001-3, OCLC 797788518.